# Hạc Phong
Hạc Phong (giản thể: 鹤峰县; phồn thể: 鶴峰縣; bính âm: Hèfēng Xiàn) là một huyện thuộc Châu tự trị dân tộc Thổ Gia Ân Thi, tỉnh Hồ Bắc, Trung Quốc.

### Trấn
- Dung Mỹ (容美镇)
- Tẩu Mã (走马镇)

### Hương
- Ngũ Lý (五里乡)
- Yên Tử (燕子乡)
- Ổ Dương (邬阳乡)
- Hạ Bình (下坪乡)
- Trung Doanh (中营乡)
- Thái Bình (太平乡)

### Hương dân tộc
- Hương dân tộc Bạch-Thiết Lô (铁炉白族乡)